# Битка код Гилфорд Кортхауса
Битка код Гилфорд Кортхауса вођена је 15. марта 1781. године између британске и америчке војске. Део је Америчког рата за независност, а завршена је поразом Американаца.

## Битка
Амерички генерал Натанијел Грин поставио је код Гилфорд Кортхауса своју војску од око 4000 људи у три линије. Главнину милиције поставио је у првој линији, остатак милиције у другу линију, а на око 270 метара иза прве линије, иза шуме, и трећу линију. Британски генерал Чарлс Корнволис, са 22000 људи, осваја прву линију, а затим, после упорне борбе, и другу линију. У даљем надирању сукобио се са јаком трећом линијом при чему је дошло до борбе прса у прса. Американци су имали више среће, али је британска артиљерија зауставила њихово даље напредовање. Грин се повукао и оставио непријатељу топове јер су му коњи били побијени. Губици: Американци 263, а Британци 532.